# Легітимізм
Легітимізм (від лат. lex й лат. legis як «закон»; звідси лат. legitimus — «законний»; фр. légitime) — політичний принцип, висунутий Шарлем Морісом Талейраном на Віденському конгресі 1814—15 для захисту територіальних інтересів Франції (збереження кордонів, що існували на 1 січня 1792 року) і протидії територіальним домаганням Прусії. Полягає у поверненні «законним» володарям втрачених ними територій і неприпустимості розпоряджатися ними, якщо легітимний володар формально від них не відмовився. Принцип легітимізму був відхилений через імперські плани царської Росії та Прусії. Термін «легітимізм» вживався в іншому значенні: у Франції після Липневої революції 1830 року легітимізм був гаслом політичної течії, що виступала за повернення до влади «законної» династії Бурбонів.
Крім руху прихильників династії, скинутої революцією 1830 р. у Франції, це — теорія, що визнає головним принципом державного устрою історичне право легітимною династії на владу (що виникла в Західній Європі — спочатку у Франції — на початку XIX ст.).
Легітимізм є основою Священного союзу.

Існує також поняття демократичної легітимності (Доктрина Тобара).